# Hazrat Inayat Khan

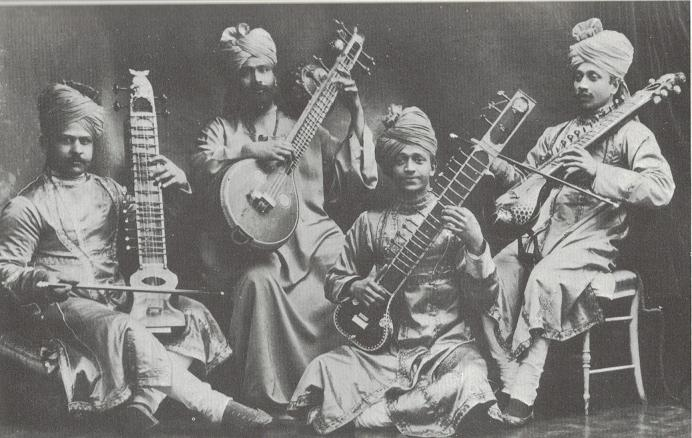
De Koninklijke Muzikanten (de familie van Inayat Khan)

Hazrat Inayat Khan (Baroda 5 juli 1882 – New Delhi 5 februari 1927) was de oprichter van de International Sufi Movement. Het soefisme dat Inayat Khan in Amerika en Europa verspreidde wordt vanwege het eigen karakter ervan door volgelingen ook wel aangeduid als universeel soefisme. Hij stond in hoog aanzien en wordt daarom nog steeds aangeduid met de eretitel 'hazrat'. 

## Levensloop
Inayat Khan, zoon van Rahmat Khan en Khatidja Bibi, groeide op in de Mogol-cultuur met haar gecombineerde hindoe- en moslimkarakter en werd sterk beïnvloed door zijn grootvader Maula Bakhsh, die als moslim was opgevoed. Inayat Khan was een afstammeling van een oude familie van soefi's, musici en dichters en was een kenner van zowel de Zuid- en Noord-Indiase muziekstijl, waaronder de dhrupad muziek. Zijn moeder was een dochter van Maula Bakhsh, in die tijd een groot musicus en dichter. Maula Bakhsh is nog steeds bekend in India.
De vooraanstaande positie van Maula Bakhsh bracht zijn familieleden in contact met brahmanen en parsi’s (dit zijn aanhangers van de leer van Zarathoestra). Dit heeft Inayat Khans wijze van denken sterk beïnvloed. Het is ook niet verwonderlijk dat hij zeer muzikaal was. Als negenjarige jongen zong hij aan het hof van de maharadja een beroemde Sanskriet hymne, waarvoor hij een onderscheiding en een studiebeurs kreeg. Zijn geliefde instrument was de vina.
Hij bezocht een Maharathi Hindoeschool. Mystieke en muzikale aanleg, trok zich vaak terug, zocht de stilte op. Zijn muziek tilde hem en zijn toehoorders op boven aardse sferen, en bracht hen in een vorm van extase. Een ziener zei: "Jij gaat naar het Westen..."

### Muziek en werken
Hij gaf met zóveel succes muzieklessen, dat hij nog voor zijn twintigste professor werd aan de muziekacademie, de Gayan Shala, die zijn grootvader in 1886 had opgericht en die nu deel uitmaakt van de kunstfaculteit van de universiteit van Baroda.
Na de dood van Maula Bakhsh, zijn moeder en broer vertrok hij naar Madras en Mysore waar hij als gevierd musicus concerten gaf. In Hyderabad, in het huis van zijn vriend en leraar die hem de Perzische en Arabische literatuur leerde kennen, vond hij zijn Murshid: Syed Mohammed Hashim Madani. Die behoorde tot de Indiase Chistia Orde der soefi's. Vier jaar verbleef hij in Hyderabad tot de dood van zijn Murshid in 1908. Voordat deze overleed vertelde deze Inayat Khan dat hij naar het westen moest gaan om daar de boodschap van geestelijke vrijheid en de eenheid van religieuze idealen te brengen. Twee jaar later, in 1910, vertrok hij samen met zijn broer Maheboob Khan en zijn neef Mohammed Ali Khan naar de Verenigde Staten. Zijn jongste broer Musharaff Khan zou hem later volgen. Zij allen waren musici en werden vertegenwoordiger van diverse muzikale tradities van hun geboorteland India. 
In 1912 begonnen hun reizen door bijna heel Europa; later reisden ze ook weer rond in Amerika. In datzelfde jaar trouwde lnayat Khan met de Amerikaanse Ora Ray Baker. Uit dit huwelijk zouden vier kinderen worden geboren: Noorunnisa, Vilayat, Hidayat en Khairunnisa. Van 1913 tot 1914 verbleef de familie in Rusland, alwaar Inayat Khan zich misschien wel voor het eerst weer thuis voelde: de hele sfeer daar herinnerde hem aan India. Daar werkte hij samen met de musicus Sergei Tolstoj - zoon van de schrijver Leo Tolstoj - aan het muziekstuk: Sjakuntala. Ook kwam Inayat Khan in contact met de componist Skriabin. Vlak voor het uitbreken van de Eerste Wereldoorlog vertrok hij, via een kort verblijf in Frankrijk, met z'n familie naar Engeland waar hij tot 1920 verbleef. Hij stak toen over naar Frankrijk waar hij tot 1926 in Suresnes, nu een buitenwijk van Parijs, woonde. In 1920 kwam hij ook jaarlijks naar Nederland, waar hij lezingen hield in Amsterdam, Arnhem, Den Haag en Haarlem. Daarna kwam hij jaarlijks terug voor zomerscholen in de villa van baron Hubertus Paulus van Tuyll van Serooskerken aan de Zuidboulevard in Katwijk.
Hazrat Inayat Khans dochter Noor Inayat Khan was muzikante en in de Tweede Wereldoorlog verzetsstrijder; onder de codenaam Madeleine opereerde ze in Parijs als spion voor de geallieerden. Ze werd opgepakt en in het concentratiekamp Dachau omgebracht.

### Soefisme
Overal in het Westen kreeg Inayat Khan leerlingen. De soefi-activiteiten begonnen op gang te komen. Zij lieten hem geen tijd meer voor zijn muziekpraktijk. Vanaf die tijd stemde hij geen instrumenten meer maar mensen, zoals hij het zelf uitdrukte. Zijn broers gingen door met het geven van concerten. Ali Khan kreeg zelfs een Westerse muziekopleiding als operazanger aan de bekende muziekacademie S.Caecilia in Rome.
In 1920 reisde de familie Khan naar Frankrijk en vestigde zich eerst in Wissous en later in Suresnes vlak bij Parijs. In Wissous werd in 1921 de eerste Zomerschool gehouden, de tweede een jaar later in het Nederlandse Katwijk aan Zee. Op deze plek had Inayat Kahn een bijzondere ervaring en zegende de plaats met "Murad Hassil" hetgeen "wens vervuld" betekent. Hij zei dat iedere leerling met een open hart die hier een wens uitsprak, deze zegen zou kunnen ervaren. Hier vinden nog jaarlijks zomerscholen plaats, en in 1970 is er de Universel Murad Hassil gebouwd.
Vanaf 1923 hadden bijeenkomsten in Suresnes plaats. Veel van de leringen ('teachings') van Inayat Khan dateren uit het begin van de jaren twintig. Een groot deel ervan is gebundeld in serie van veertien boeken genaamd The Sufi Message.
De leringen werden als voordracht gegeven, onder meer tijdens de diverse zomerscholen- soms tot wel vijf per dag. Enkele leerlingen hebben de teksten ervan opgetekend; Inayat Khan schreef zelf namelijk geen boeken. Alleen de aforismen in de Gayan, Vadan en Nirtan zijn door hem zelf opgeschreven in zijn notitieboekje. Een groot deel van zijn werk is ook in het Nederlands uitgegeven.
Die lezingen van Inayat Khan zijn nog steeds uniek. Zij bevatten een boodschap voor de toekomst, een visionaire en tegelijkertijd praktische filosofie. Aanvankelijk leek men in brede kring nauwelijks oog te hebben voor de grootsheid van zijn Soefi-boodschap en van de betekenis daarvan voor het gewone, dagelijkse leven. Momenteel leeft zijn gedachtegoed door in zowel Noord- als Zuid-Amerika, Europa, Rusland en India. In Indonesië is onlangs zijn werk in een compleet overzicht verschenen.
Als soefileraar was zijn boodschap er een van liefde, harmonie en schoonheid. Op basis van het soefisme ontwikkelde hij een innovatieve benadering waarin westerse en oosterse geestelijke tradities in harmonie samengaan. Zijn eerste levensjaren wijdde hij aan het onder de knie krijgen van de fijnere details van de klassieke Indiase muziek, waarmee hij de titel van Tansen won van de Nizam van Haiderabad (Andhra Pradesh), een heerser en beschermheer van de muziekkunst. Hij ontving in zijn huis filosofen, dichters en musici.

### Overlijden
De Zomerschool van 1926, was de laatste onder zijn leiding. Inayat Khan vertrok naar India waar hij, alleen vergezeld door een secretaresse, in de eerste week van december aankwam. Vanuit Delhi reisde hij begin 1927 naar Ajmer, waar hij de beroemde Dargah, het uit 1229 daterende graf van Khwaja Moin-ud-Din Chisti bezocht. Tijdens die reis vatte hij kou en vlak na zijn terugkomst in Delhi op 5 februari 1927 overleed hij aan een longontsteking. Uit dankbaarheid voor alles wat hij heeft gegeven, wordt jaarlijks de sterfdag van deze grote persoonlijkheid en mysticus bij zijn graf in Delhi herdacht met een grote viering, de Urs.
In 2010 werd gevierd dat het 100 jaar geleden was dat Hazrat Inayat Khan zijn Soefi Boodschap vanuit India naar het westen bracht.

## Nalatenschap
Hazrat Inayat Khan wordt binnen het Universeel Soefisme nog altijd aangeduid als Pir-o-Murshid, dus als de hoogste geestelijk leider. Na zijn dood hebben zijn broers zijn werk voortgezet. Zijn jongste zoon, Hidayat Inayat-Khan, heeft jarenlang de Internationale Soefi Beweging geleid. Zijn oudste zoon, Vilayat Inayat Khan is ook verder gegaan met het onderwijs dat zijn vader begon. Hij stichtte de Inayati Order. Sinds zijn overlijden in 2004, zet zíjn zoon Pir Zia Inayat Khan zijn onderwijs voort. Hazrat Inayat Khan's kleinzoon, Fazal Inayat Khan, leidde korte tijd de (Nederlandse) Soefi Beweging, maar richtte later zijn eigen meer internationaal georiënteerde school op, de Sufi Way. Inayat Khan's leerling Samuel L. Lewis, die later de naam Ahmed Murad Chishti aannam, richtte in de VS de Sufi Ruhaniat International op, een beweging met aanzienlijke aanhang in de VS en ook in Nederland actief.
Hoewel moderne soefi geleerden en onderwijzers beweren, dat Inayat Khans leer een afgezwakte versie was van esoterische leerstellingen van andere soefi meesters, blijft onbetwist dat hij als een van de eersten dit gedachtegoed naar een westers publiek bracht, in een voor het westen toegankelijke, eigentijdse taal. Door de nadruk op het belang van schoonheid tilde hij de mystiek van het soefisme uit boven het strikt religieuze domein. Zijn brede benadering maakte een verdere groei in latere generaties mogelijk. Tijdgenoten van hem waren de occultist George Gurdjieff, een voormalige Grieks-Armeense priester, en de Indiase spirituele leiders Krishnamurti, Vivekananda en Tagore.

## Boeken
Hazrat Inayat Khan, boeken geschreven door zijn leerlingen:
- Aforismen ISBN 9073207789
- De alchemie van het geluk ISBN 9073207223
- De boodschap en de boodschapper. Opgeteekende lezingen (1927)
- De boodschap van Inayat Khan (1946)
- De eenheid van religieuze idealen ISBN 9073207487
- De Gatha's ISBN 907677160X
- De mens, meester van zijn lot ISBN 9073207193
- De mystiek van geluid ISBN 9073207010
- De wereld van het denken ISBN 9073207649
- De ziel, vanwaar, waarheen? ISBN 9073207037
- Gayan - tonen van ongespeelde muziek ISBN 9020245562
- Gayan Vadan Nirtan ISBN 9073207045
- Geestelijke geneeskracht ISBN 9073207525
- Geestelijke hiërarchie ISBN 9080012157
- Het doel van het leven ISBN 9073207231
- Het gods-ideaal ISBN 9080012130
- Het innerlijk leven ISBN 9073207665
- Inzicht ISBN 9080012173
- In een Oosterse rozentuin ISBN 9076771359
- Het innerlijk leven (1924)
- Karakter en persoonlijkheid ISBN 9073207630
- Kosmiche taal ISBN 9064711852
- Metafysica ISBN 907677109X
- Morele evolutie ISBN 9080012122
- Muziek en mystiek ISBN 9073207185
- Mystiek ISBN 9080012165
- Natuurmeditaties ISBN 9053400206
- De oplossing van het hedendaagsche vraagstuk (1936)
- Opvoeding ISBN 9080012149
- Over geluk en harmonie ISBN 9053400060
- Rassa Shastra. Beschouwingen over de verhouding der seksen ISBN 9080012114
- Reizigers op het innerlijke pad ISBN 9070104717
- De soefi-boodschap van geestelijke vrijheid. Soefisme is de religieuze philosophie van liefde, harmonie en schoonheid (ca. 1921)
- Tonen van de ongespeelde muziek uit de Gayan (1926)
- Vadan, de goddelijke symphonie (ca. 1925)
- Verhalen verteld door Inayat Khan uit de Soefi-boodschap van Inayat Khan ISBN 9073207053
- Verruiming van bewustzijn ISBN 9073207029
- De wereld van het denken (1938)
- De ziel, vanwaar zij komt en waarheen zij gaat. Opgeteekende voordrachten der zomerbijeenkomst van de school te Suresnes in 1923 (1926)

- Biblioteca Nacional de España: XX1149789
- Bibliothèque nationale de France: cb12257397j (data)
- CiNii: DA06013741
- Gemeinsame Normdatei: 119536986
- International Standard Name Identifier: 0000 0001 2124 8687
- Library of Congress Control Number: n79042004
- MusicBrainz: 74fd3c31-421b-4535-a42f-88023ee788ef
- Bibliotheek van het Japanse parlement: 00444229
- Nationale Bibliotheek van Tsjechië: jn20031125018
- Nationale bibliotheek van Australië: 35906151
- Nationale Bibliotheek van Israël: 987007262806005171
- Nationale Bibliotheek van Polen: a0000001177319
- Nederlandse Thesaurus van Auteursnamen: 06869184X
- Réseau des bibliothèques de Suisse occidentale: 02-A000085264
- Istituto Centrale per il Catalogo Unico: CFIV056063
- Système universitaire de documentation: 031340083
- Trove: 1140207
- Virtual International Authority File: 25034940